# Suluguni
Suluguni (em georgiano:  სულუგუნი) é um queijo georgiano, da região de Mingrélia. Tem um sabor azedo, moderadamente salgado, textura ondulada e consistência elástica; estes atributos são resultado do processo usado, daí o seu apelido de "queijo picles". A sua coloração varia do branco ao amarelo pálido. Geralmente é servido frito, o que mascara seu odor. É produzido com leite de vaca, búfala, ovelha, cabra ou uma mistura destes.
Um Suluguni típico tem formato de disco, de 2,5 a 3,5 cm de espessura. Pesa entre 0,5 e 1,5 kg e contém 50% de água e de 1% a 5% de sal. Tem em média, 45% de gordura. Produzido somente de ingredientes naturais: leite coalhado com culturas puras de bactérias lácticas.
Sua produção gira em torno de 27% de todos os queijos da Geórgia, sendo o terceiro queijo mais popular da antiga União Soviética.